# 伊藤祐昌

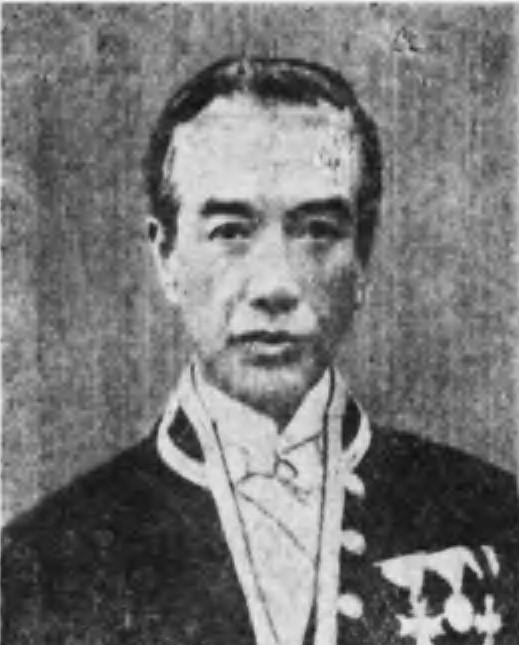
伊藤祐昌

伊藤 次郎左衞門祐昌（いとう じろうざえもんすけまさ、1848年7月24日（嘉永元年6月24日） - 1930年（昭和5年）12月6日）は、明治から大正時代の実業家、銀行家。貴族院多額納税者議員、伊藤家14代目伊藤次郎左衞門祐昌。幼名・千次郎、隠居名・治助。

## 経歴
13代目・伊藤次郎左衞門祐良の次男として、尾張国名古屋の茶屋町（現・愛知県名古屋市中区）に生まれる。幼名は、千次郎。
伊藤次郎左衛門家は織田信長の小姓の伊藤蘭丸祐広の後胤で、呉服太物商を生業とした。また、県下有数の大地主だった。長兄の次郎四が早世したため後継者となり、慶応2年（1866年）に14代目伊藤次郎左衞門祐良として家督を継ぐ。
1871年（明治4年）以降、名古屋権区長、博覧会御用係、愛知県博物館長、名古屋市会議員などを経て、商業会議所議員となった。1877年（明治10年）、第十一国立銀行の設立に携わり、1881年（明治14年）には名古屋商法会議所の初代会頭に就任。また、同年に私立銀行として伊藤銀行（現・三菱UFJ銀行）を設立。伊藤銀行と伊藤貯蓄銀行（現・りそな銀行）取締役、愛知銀行監査役などを務めた。
1908年（明治41年）5月、愛知県多額納税者として補欠選挙で貴族院議員に互選され、同月21日に就任したが同年10月23日、依願退職した。
1924年（大正13年）、家督を息子の15代目伊藤次郎左衞門祐民に譲り、名を治助と改めた。晩年は京都・嵯峨に別邸を構えて暮らし、1930年（昭和5年）12月6日に同地で没した。83歳没。
1875年（明治8年）には大阪に「えびす屋いとう呉服店」を出店するなど事業の拡大に注力する一方で、若い頃から雅楽に親しみ熱田神宮で催される雅楽神事には毎年奉仕に出た。また、和歌にも通じており、晩年に嵯峨に移り住んだのも藤原定家に憧れたことに依ると云う。

## 親族
- 遠祖：伊藤祐広（祐道の父、織田信長の小姓）
- 遠祖：伊藤祐道（江戸時代の商人）
- 義兄（妻の兄）：岡谷惣助 (9代目)（貴族院多額納税者議員）[1]
- 四男：伊藤祐民（松坂屋初代社長）